# Bezpieczeństwo międzynarodowe
Bezpieczeństwo międzynarodowe − pojęcie z zakresu teorii stosunków międzynarodowych charakteryzujące bezpieczeństwo całej zbiorowości państw oraz system międzynarodowy, w jakim państwa te występują. Termin ten używany jest również dla określenia zewnętrznych aspektów bezpieczeństwa narodowego. Na bezpieczeństwo międzynarodowe, oprócz sumy bezpieczeństwa pojedynczych państw, składają się też warunki, normy i mechanizmy międzynarodowe. Swym zakresem obejmuje ono także cele i wartości wspólne dla całego systemu międzynarodowego, tj. stabilność, pokój, równowagę i współpracę.

## Pojęcie bezpieczeństwa międzynarodowego
Bezpieczeństwo można postrzegać negatywnie i pozytywnie. W ujęciu negatywnym bezpieczeństwo międzynarodowe oznacza brak zagrożenia (stan bierny), natomiast w ujęciu pozytywnym to aktywne przeciwstawienie się zagrożeniom (stan aktywny). Stan bierny nie musi się wiązać z zachowaniem podmiotu. Wystarczy, że na przykład dane państwo nie będzie miało agresywnych państw sąsiedzkich. To już zapewnia mu w pewnej mierze bezpieczeństwo zewnętrzne.
Łącznie bezpieczeństwo można rozumieć jako synonim braku zagrożeń, aktywną ochronę przed owymi zagrożeniami i pewność braku występowania zagrożeń. Pewność, będąca częścią bezpieczeństwa, pozwala na wyższą jakość życia i zawiera aspekt psychologiczny.

## Bezpieczeństwo jako potrzeba podmiotowa
Bezpieczeństwo jest potrzebą podmiotową. Oznacza to, że może ono dotyczyć szerokiej gamy podmiotów: od osób fizycznych po państwa, narody, aż do organizacji międzypaństwowych i międzynarodowych. Bezpieczeństwo jest jedną z podstawowych potrzeb egzystencjalnych, związanych z istnieniem danego podmiotu.
Obejmuje zaspokojenie takich potrzeb, jak: trwanie, przetrwanie, niezależność, spokój oraz pewność funkcjonowania i rozwoju.

## Wymiary
Wyodrębnia się trzy wymiary bezpieczeństwa.
Podmiotowe, gdy pytamy o bezpieczeństwo uczestników stosunków międzynarodowych. Na podstawie bezpieczeństwa podmiotowego wyróżnia się:
- bezpieczeństwo narodowe, które odnosi się do pojedynczych państw oraz ich społeczeństw i narodów,
- bezpieczeństwo międzynarodowe, które dotyczy relacji między państwami.

Przedmiotowe, gdy po pierwsze pytamy o to, jaki przedmiot jest chroniony (dobro, zjawisko itp.), a po drugie o treść, środki i sposoby kształtowania bezpieczeństwa. Według tego kryterium wyodrębnia się różne rodzaje bezpieczeństwa, takie jak:
- bezpieczeństwo polityczne (dobrem chronionym jest ład polityczny, np. demokratyczny, który należy chronić przed zamachami ze strony radykalnych ugrupowań i populistów),
- bezpieczeństwo militarne,
- bezpieczeństwo ekonomiczne (interes ekonomiczny),
- bezpieczeństwo kulturowe (kultura narodowa),
- bezpieczeństwo humanitarne (istnienie grup etnicznych, społeczności zagrożonych głodem itp.),
- bezpieczeństwo ekologiczne (środowisko naturalne),
- bezpieczeństwo ideologiczne (swoboda wyznania, sumienia, wolność słowa).

Funkcjonalne, które pozwala obserwować dynamikę i rozwój subiektywnych i obiektywnych aspektów bezpieczeństwa uczestników stosunków międzynarodowych. Bezpieczeństwo należy traktować jako sekwencję stanów, nieustannie się zmieniających i procesów zachodzących w środowisku międzynarodowym.